# Kościół ewangelicko-augsburski w Taurogach
Kościół ewangelicko-augsburski w Taurogach, zwany kościołem Martynasa Mažvydasa (lit. Tauragės evangelikų liuteronų Martyno Mažvydo bažnyčia) – świątynia luterańska znajdująca się w centrum Taurogów, pochodząca z I połowy XIX wieku. 

## Historia
Kościół zbudowano w 1843 z kamienia polnego na planie prostokąta. Elementem charakterystycznym jest spiczasta wieża dominująca nad świątynią. 